# Philippe Chenaux
Philippe Chenaux, né le 5 octobre 1959 à Fribourg, est un historien et biographe suisse, professeur d'histoire de l'Église moderne et contemporaine à l'université du Latran à Rome.
Il a également collaboré à plusieurs ouvrages collectifs, notamment sur le cardinal Baudrillart, le cardinal Charles Journet, Stanislas Fumet et Emmanuel Mounier.

## Œuvres
- Une Europe vaticane ? : entre le Plan Marshall et les Traités de Rome, Louvain-la-Neuve, Éditions Ciaco, coll. « Histoire de notre temps », 1990, 363 p. (ISBN 2-87085-208-8, BNF 35107640).
- Entre Maurras et Maritain : une génération intellectuelle catholique (1920-1930), Paris, éditions du Cerf, coll. « Sciences humaines et religions », 1999, 262 p. (ISBN 2-204-06044-5, BNF 37075280).
- Pie XII, diplomate et pasteur, Paris, éditions du Cerf, coll. « Histoire / Biographie », 2003, 462 p. + 16 p. de planches illustrées (ISBN 2-204-07197-8, BNF 39073042). Ouvrage récompensé par le prix François-Millepierres.
- « Humanisme intégral » (1936) de Jacques Maritain, Paris, éditions du Cerf, coll. « Classiques du christianisme », 2006, 106 p. (ISBN 2-204-07870-0, BNF 40089255).
- De la chrétienté à l'Europe : les catholiques et l'idée européenne au XXe siècle, Tours, éditions CLD, 200, 215 p. (ISBN 978-2-85443-505-4, BNF 41002344).
- L'Église catholique et le communisme en Europe (1917-1989), de Lénine à Jean-Paul II, Paris, éditions du Cerf, coll. « Histoire », 2009, 383 p. (ISBN 978-2-204-09070-4, BNF 42086511).
- Paul VI, éditions du Cerf, 423 p. (ISBN 978-2-2041-0462-3).
- Charles Journet (1891-1975) : Un théologien engagé dans les combats de son temps, Paris, Desclée de Brouwer, 2025, 336 p. (ISBN 978-2-220-09884-5)

Traduction
- Victor Conzemius, Philipp Anton von Segesser (traduit de l'allemand par Philippe Chenaux, avec une introduction de Roger Aubert), éditions Beauchesne, coll. « Politiques et chrétiens » n° 8, Paris, 1991, 210 p.,  (ISBN 2-7010-1233-3), (BNF 36653178). — Titre original allemand : Demokrat zwischen den Fronten.